# Juliette Courbet âgée de dix ans
Juliette Courbet âgée de dix ans est un tableau réalisé par le peintre français Gustave Courbet vers 1841. Cette huile sur toile est un portrait en buste de la sœur de l'artiste, Juliette Courbet, née en 1831. Aperçue par son profil droit, la jeune fille y figure assise, détournant les yeux du livre illustré ouvert devant elle pour lancer un regard en coin vers le spectateur. Don de Mercedes Santamarina (en) en 1970, l'œuvre est conservée au musée national des Beaux-Arts, à Buenos Aires, en Argentine.

## Images

Autres portraits de Juliette par Gustave Courbet
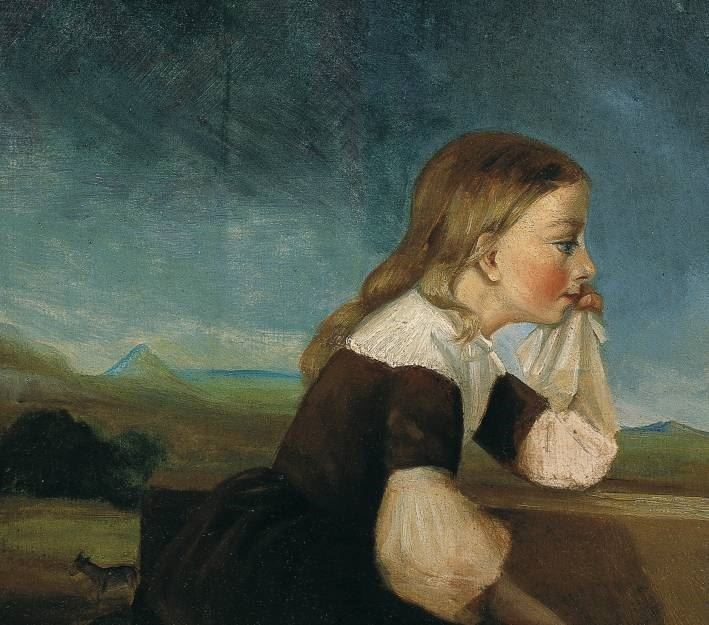
Musée Von-der-Heydt, Wuppertal, 1839.
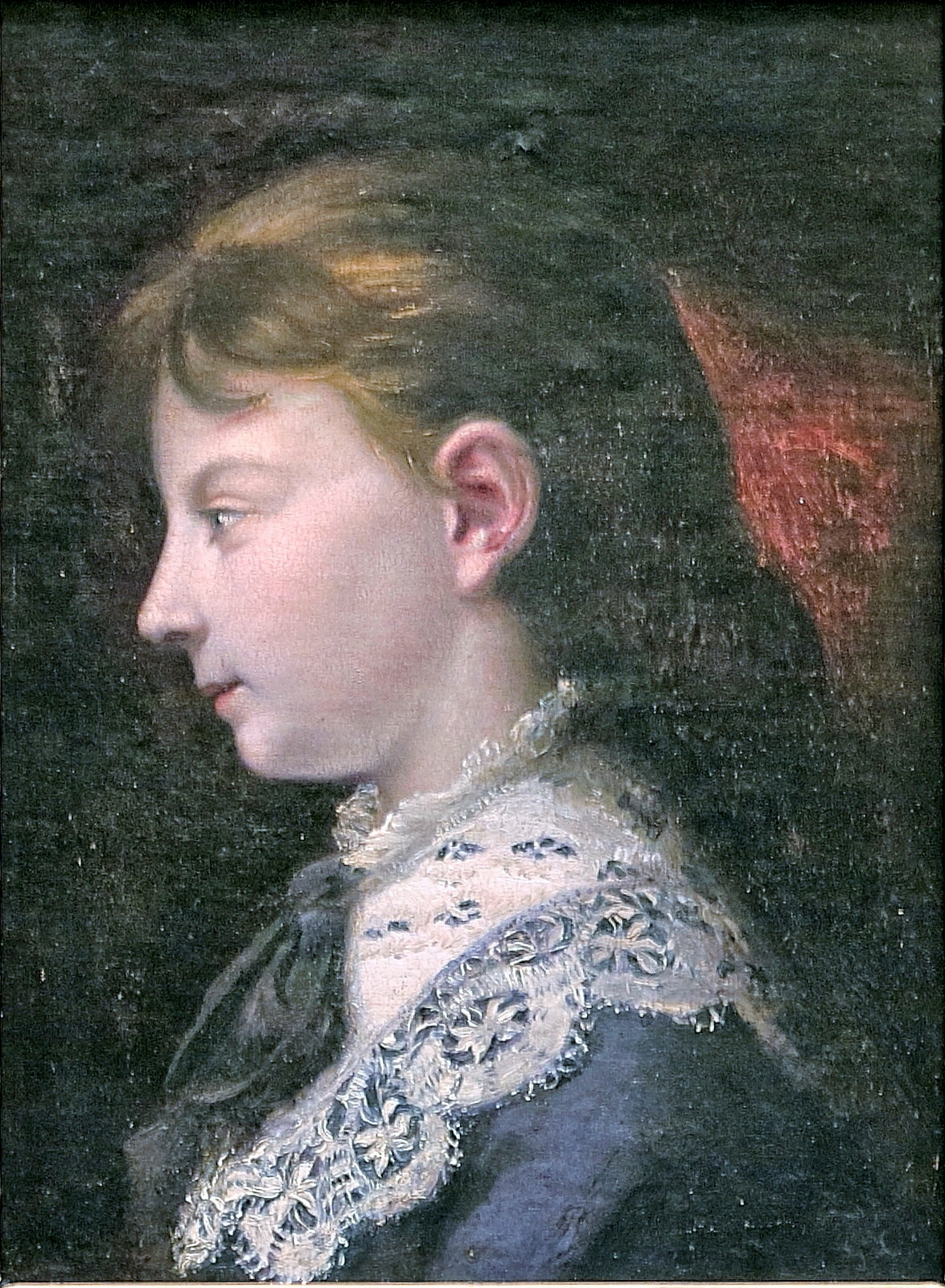
Portrait de Juliette, musée Courbet, Ornans, 1842.
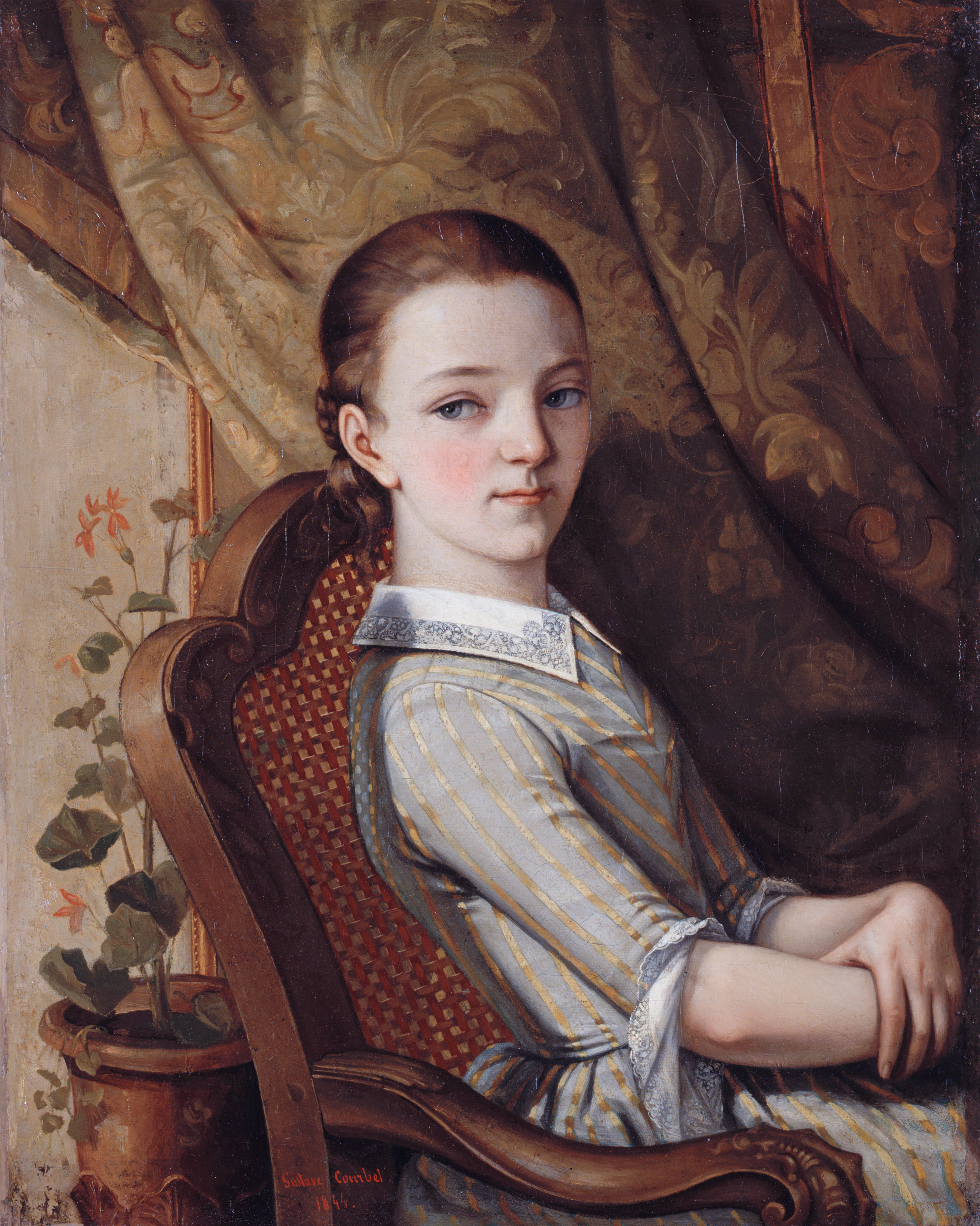
Portrait de Juliette Courbet, Petit Palais, Paris, 1844.